# لیتل گرنسدن
لیتل گرنسدن (به انگلیسی: Little Gransden) یک روستا و محله مدنی در بریتانیا است که در کمبریج‌شر جنوبی واقع شده‌است. لیتل گرنسدن ۲۹۶ نفر جمعیت دارد.